# Philactinoposthia adenogonaria
Philactinoposthia adenogonaria är en plattmaskart som beskrevs av Jürgen Dörjes 1968. Philactinoposthia adenogonaria ingår i släktet Philactinoposthia och familjen Actinoposthiidae. Inga underarter finns listade i Catalogue of Life.